# 安藤重信
安藤 重信（あんどう しげのぶ）は、戦国時代から江戸時代前期にかけての武将・大名。下総国小見川藩主、上野国高崎藩主。

## 生涯
弘治3年（1557年）、安藤基能の子として三河国にて誕生した。徳川家康に仕え、天正12年（1584年）の小牧・長久手の戦い、慶長5年（1600年）の関ヶ原の戦いでは徳川秀忠軍に属して西軍方の真田昌幸が守る信濃国上田城攻めに参加した。慶長16年（1611年）、秀忠付老中に任じられ、翌年12月には下総小見川に2万石の所領を与えられ、大名となった。慶長19年（1614年）、大久保忠隣が改易された際、高力忠房と共に小田原城の受け取りを務めた。
同年の大坂の陣に参戦、夏の陣では大野治房率いる豊臣軍と戦ったが、敵の猛攻の前に敗退した。元和5年（1619年）、上野高崎5万6000石へ加増移封された。同年、福島正則が改易された際、広島城に向かい永井直勝、戸川達安と共にその後の処理を担当した。
元和7年（1621年）6月29日、死去。享年65。家督は養子に迎えた外孫の重長が継いだ。

## 逸話
怪力伝説があった。
- 前述の広島城受け取りの際、船から落ちた供の者を掴んで助けた時に、少しつかんだだけで供の者のつかまれた部分が痣になって後々まで残った
- 小姓に多くの鎧や銃を担がせ、その小姓を碁盤に乗せ、その碁盤を担いで城内を1周した。

## 系譜
父母
- 安藤基能（父）

正室
- 大久保忠豊の娘

子女
- 本多正盛正室
- 松平成重継室

養子
- 安藤重長 - 本多正盛の長男
- 安藤重元 - 本多正盛の子[3]
- 安藤重矩 - 本多正盛の子[4]

## 登場作品
- 天下騒乱〜徳川三代の陰謀（2006年、演：西田健）
- 葵 徳川三代（2000年、演：藤田宗久）
- 春日局（1989年、演：山崎海童→木曽秋一）
- 徳川家康（1983年、演：佐藤和男）